# Danny Boy (cantante)
Daniel Steward (Chicago, llinois, 31 de octubre de 1977), más conocido como Danny Boy, es un cantante afroamericano de soul de Chicago. Con 15 años firmó con la discográfica Death Row Records, e hizo su debut en 1994 en la banda sonora de Murder Was the Case con la canción "Come When I Call", producida por DJ Quik. En 1995 lanzó su primer sencillo titulado "Slip N Slide", producido por Reggie Moore y coproducido por DeVante Swing, con la colaboración del por entonces desconocido Ginuwine. El video musical de la canción fue grabado en Cabo Verde, e incluye escenas con 2Pac, Snoop Dogg, Nate Dogg y Tha Dogg Pound. Danny es más conocido por cantar los estribillos de las canciones de 2Pac "I Ain't Mad at Cha", "What'z Ya Phone #", "Picture Me Rollin'" y "Heaven Ain't Hard 2 Find" del álbum All Eyez on Me, y "Toss It Up" de The Don Killuminati: The 7 Day Theory y en "The Limit" de Thaus Xavi Lacasa Danny Boy también aparece en la banda sonora de la película Dysfunktional Family y en American Idol. Danny trabaja en algunos proyectos de su sello Platinum Pearl y reside en las afueras de Atlanta, Georgia.

## Discografía

### Studio
- 2010: It's About Time

### Canciones
- 1994: "Come When I Call" (de la banda sonora de Murder Was the Case)
- 1995: "Slip N Slide"
- 1995: "Slip N Slide (Remix)" (con Tha Dogg Pound)
- 1996: "It's Over Now" (de la banda sonora de Gridlock'd)
- 1996: "I Can't Get Enough" (de la banda sonora de Gridlock'd)
- 1999: "Beautiful Lady" (con K-Ci) (aparece en el álbum recopilatorio Suge Knight Represents: Chronic 2000)
- 2009: "Do What You Do" (de Death Row Records Full Pardon Sampler)
- 2009: "Rock, Roll & Bounce" (de Ultimate Death Row Box Set)
- 2009: "So In Love" (de Ultimate Death Row Box Set)

### Colaboraciones
- 1996: "I Ain't Mad at Cha" (2Pac con Danny Boy)
- 1996: "What'z Ya Phone #" (2Pac con Danny Boy)
- 1996: "Picture Me Rollin'" (2Pac con Big Syke, C.P.O. & Danny Boy)
- 1996: "Heaven Ain't Hard 2 Find" (2Pac con Danny Boy)
- 1996: "Toss It Up" (2Pac con Danny Boy, K-Ci and JoJo & Aaron Hall)
- 1999: "Around The World" (J-Flexx con Danny Boy,)
- 2002: "Dysfunktional Family" (Crooked I con Danny Boy & Eastwood)
- 2002: "Too Street For T.V." (N.I.N.A con Danny Boy)
- 2004: "Snoopin'" (Twista con Danny Boy)
- 2009: "Caught Up In The Game" (Doobie con Danny Boy) (de Ultimate Death Row Box Set)